# Straż Leśna

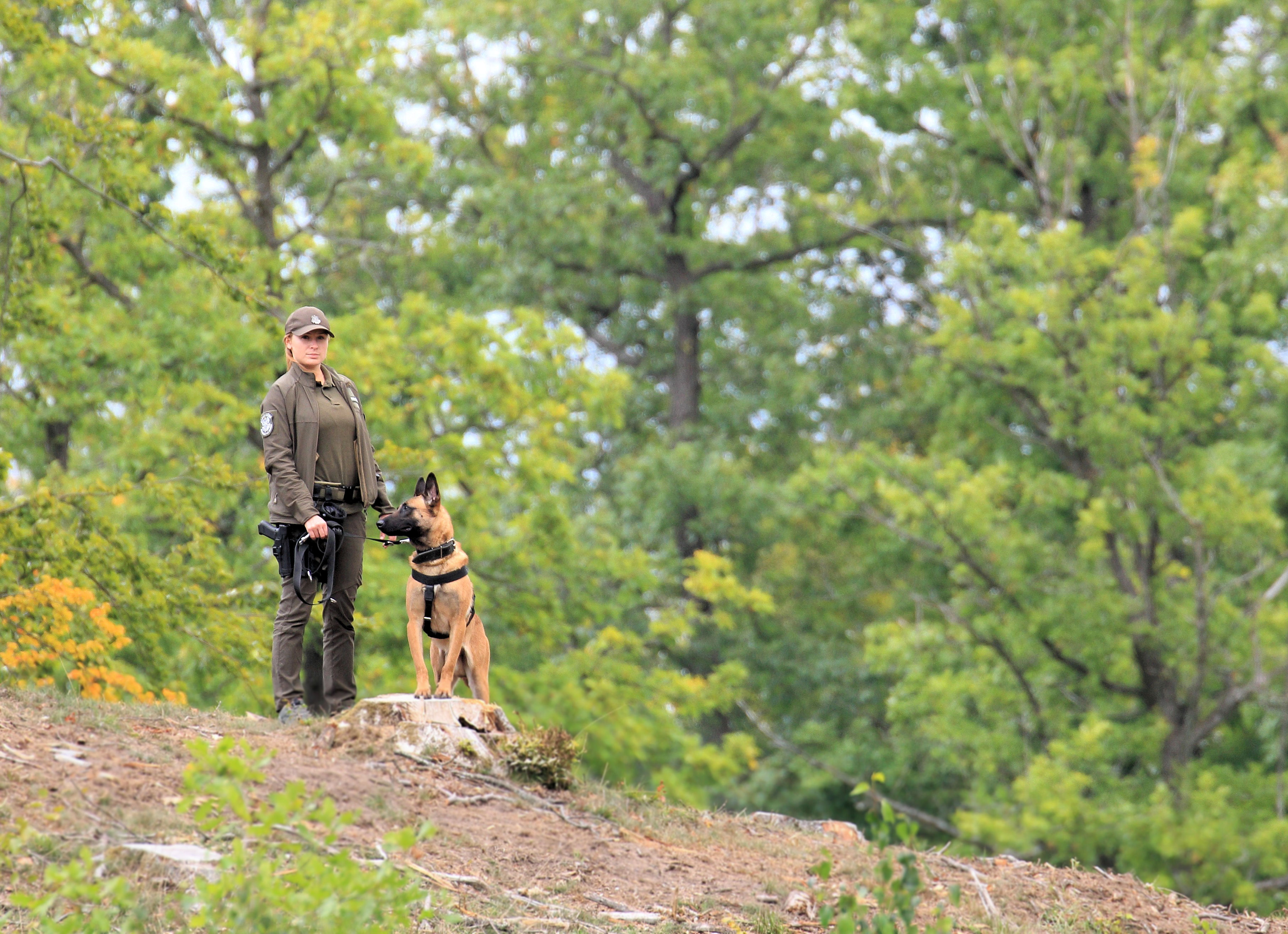
Patrol Straży Leśnej Nadleśnictwo Gdańsk

Straż Leśna – służba mundurowa o uprawnieniach policyjnych, klasyfikowana jako straż ochrony przyrody i zaliczana do policji administracyjnych. Powołana do zwalczania przestępstw i wykroczeń w zakresie szkodnictwa leśnego i ochrony przyrody oraz wykonywania innych zadań w zakresie ochrony mienia. Działa w Lasach Państwowych, kieruje nią Główny Inspektor Straży Leśnej, zaś strażnicy leśni zaliczani są do Służby Leśnej.

## Strażnicy leśni
Strażnicy leśni muszą spełniać wymagania przewidziane dla pracowników Służby Leśnej, m.in. posiadać obywatelstwo polskie, mieć ukończone 21 lat i dysponować pełnią praw cywilnych i obywatelskich. Rozporządzenie ministra środowiska z 2003 wskazuje, że na stanowisku strażnika leśnego lub starszego strażnika leśnego nie zatrudnia się osoby z zaburzeniami psychicznymi lub o znacznie ograniczonej sprawności psychofizycznej, wskazującej istotne zaburzenia funkcjonowania psychologicznego, uzależnionej od alkoholu lub substancji psychoaktywnych.
Strażnik leśny ma prawo do m.in.: legitymowania osób podejrzanych o popełnienie przestępstwa lub wykroczenia i świadków przestępstwa lub wykroczenia, nakładania mandatów karnych, zatrzymywania i dokonywania kontroli środków transportu na obszarach leśnych oraz w ich bezpośrednim sąsiedztwie, przeszukiwania pomieszczeń i innych miejsc (w przypadkach uzasadnionego podejrzenia o popełnienie przestępstwa), ujęcia na gorącym uczynku sprawcy przestępstwa lub wykroczenia albo w pościgu podjętym bezpośrednio po popełnieniu przestępstwa oraz jego doprowadzenia do Policji.
Strażnicy leśni mają prawo do noszenia broni palnej długiej i krótkiej, kajdanek zakładanych na ręce, pałki służbowej, ręcznego miotacza substancji obezwładniających oraz przedmiotów przeznaczonych do obezwładniania osób za pomocą energii elektrycznej. W określonych przypadkach mogą użyć lub wykorzystać środki przymusu bezpośredniego i broń palną.
W zależności od uzyskanych zgód pojazdy służbowe straży leśnej mogą być wyposażone w pomarańczowe lub niebieskie światła błyskowe na dachu.
Część uprawnień strażników przysługuje, podleśniczym, leśniczym, inżynierom nadzoru, zastępcom nadleśniczego i nadleśniczemu.
Przy dyrekcjach regionalnych mogą być tworzone grupy interwencyjne Straży Leśnej.
Na mocy zarządzenia Dyrektora Generalnego Lasów Państwowych z dnia 14 grudnia 2018 roku i rozporządzenia Ministra Środowiska z dnia 19 grudnia 2017 roku, strażnicy leśni otrzymali oznaki identyfikacyjne wzorowane na policyjnych, co jest powrotem do przedwojennej blachy leśnej.

### Dystynkcje
Wzory oznak noszonych na klapach marynarki do munduru wyjściowego Straży Leśnej:
| Patka (oznaka) | Stanowisko                        |
| -------------- | --------------------------------- |
|                | - Główny Inspektor Straży Leśnej. |
|                | - inspektor Straży Leśnej.        |
|                | - starszy strażnik leśny.         |
|                | - strażnik leśny.                 |

## Organizacja
Strażą Leśną kieruje Główny Inspektor Straży Leśnej, który podlega Dyrektorowi Generalnemu Lasów Państwowych.
Jednostkami Straży Leśnej są:
- posterunki w nadleśnictwach podporządkowane nadleśniczemu;
- grupy interwencyjne w regionalnych dyrekcjach Lasów Państwowych podporządkowane dyrektorowi regionalnej dyrekcji Lasów Państwowych[2].

W parkach narodowych w odpowiednikiem straży leśnej jest Straż Parku, wcześniej Straż Leśna posiadała swoje posterunki przy parkach narodowych.

## Działalność
Straż Leśna została powołana w 1946 na mocy dekretu o Straży Leśnej. Formacja ta była zorganizowana na wzór wojskowy i podlegała ministrowi leśnictwa. Składała się z oficerów (komisarz, nadkomisarz, inspektor), których mianował minister leśnictwa, oraz z szeregowych (strażnik, starszy strażnik, przodownik, starszy przodownik), których mianowały właściwe organa administracji Lasów Państwowych. Dekret z 1946 obowiązywał do 1 stycznia 1992. Tego dnia weszła w życie ustawa o lasach, która określiła nowe przepisy działalności Straży Leśnej.
W latach 1992–2010 Straż Leśna brała udział w 21 584 sprawach karnych w roli oskarżyciela publicznego. Najwięcej spraw (1492) w tym okresie było w 2010, najmniej (571) zaś w 2008.
W 2011 strażnicy leśni nałożyli 9766 mandatów na łączną kwotę 1197,22 tys. zł. Ponadto skierowali do sądów 1106 wniosków, sądy rozstrzygnęły 256. W 2012 strażnicy leśni nałożyli 11 963 mandatów na łączną kwotę 1278,52 tys. zł. Ponadto skierowali do sądów 796 wniosków, sądy rozstrzygnęły 221.
Według stanu z 30 czerwca 2015 – 954 pracowników Straży Leśnej (na 980 zatrudnionych) dysponowało 1060 sztukami broni palnej, 970 sztukami kajdanek, 538 pałkami służbowymi, 710 ręcznymi miotaczami substancji obezwładniających i 13 paralizatorami. Podczas kontroli Najwyższa Izba Kontroli ustaliła, że w latach 2013–2015 Straż Leśna nie użyła broni wobec ludzi, odnotowano za to osiem przypadków jej wykorzystania do unieszkodliwienia zwierzęcia.
1 czerwca 2017, decyzją Dyrektora Generalnego Lasów Państwowych, utworzono Centrum Szkolenia Strzeleckiego Lasów Państwowych im. Jana Wendy w Plaskoszu k. Tucholi.

## Zatrudnienie (2001–2011)
| Rok  | Strażnicy leśni |
| ---- | --------------- |
| 2001 | 1190            |
| 2002 | 1416            |
| 2003 | 1025            |
| 2004 | 1014            |
| 2005 | 994             |
| 2006 | 984             |

| Rok            | Strażnicy leśni |
| -------------- | --------------- |
| 2007           | 1076            |
| 2008           | 980             |
| 2009           | 972             |
| 2010           | 955             |
| 2011           | 951             |
| Źródło: Raport |                 |